# ロウィン
ロウィン（Rowin Corp. / Rolling Stock Win Corporation）は、かつて大韓民国にあった電車、客車、貨車などの製作と客車の改造を専門とする鉄道車両製造企業。

## 概要
1994年に徳仁産業という名前で慶尚南道昌原市で設立し、2002年ごろに現在の名称であるロウィンに社名を変更。
現在工場は慶尚北道金泉市にあり、ソウル事務所は龍山にある。大邱地下鉄放火事件後の各事業者車両の内装材の改装も手掛けた。

## 沿革
- 1994年：徳仁産業として創立
- 2002年：ロウィンに社名変更
- 2008年：慶尚北道金泉市に本社と工場を移転
- 2012年：製作・供給したソウル特別市都市鉄道公社SR000系電車がソウル地下鉄7号線で商業運行開始
- 2014年：企業再生手続き
- 2015年：ソウルメトロ2号線電車の購入落札者に多元シス社とロウィンのコンソーシアムが選定[1]。
- 2016年10月20日 - タウォンシスによる吸収合併公示[2]。
- 2017年
  - 1月10日 - タウォンシスの吸収合併承認[3]。
  - 2月15日 - タウォンシスによる吸収合併完了[4]。

## 製造

### 鉄道車両
- ソウル特別市都市鉄道公社SR000系電車
- 月尾銀河レール

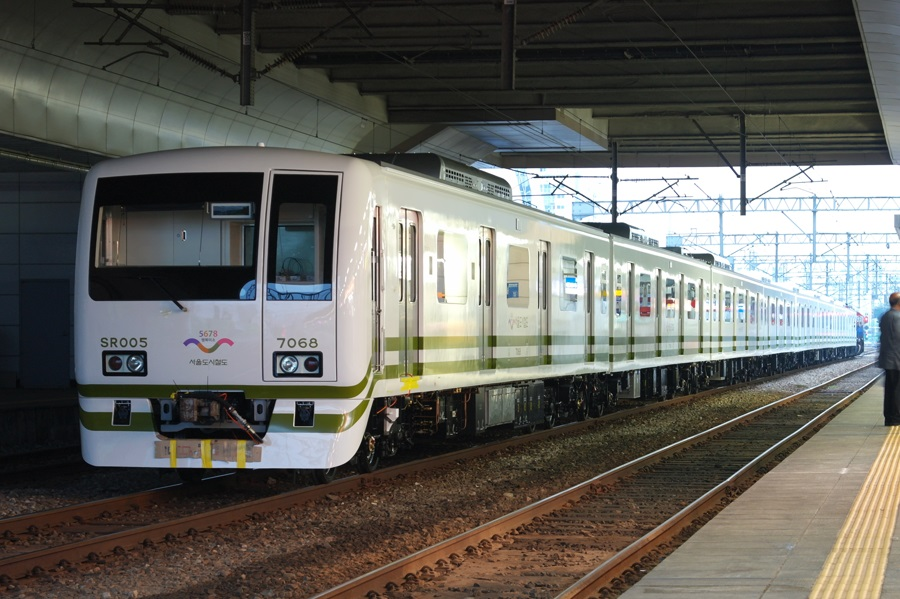
ソウル特別市都市鉄道公社SR000系電車

- ソウルメトロ2000系電車 (2017年以降20編成200両)

## 改造

### 大邱地下鉄放火事件後の防火対策施行による内装材改造
- ソウルメトロ首都圏電鉄1号線初代1000系電車
- ソウルメトロ首都圏電鉄1号線2代目1000系電車
- ソウルメトロ首都圏電鉄3号線初代3000系電車
- 韓国鉄道2000系電車(改番前)
- 釜山交通公社1000系電車(初代)

### その他
- 海列車
- ヘラン号
- 忠北永同国楽ワイン列車